# ام‌اس بوهوس
ام‌اس بوهوس (به انگلیسی: MS Bohus) یک کشتی است که طول آن ۱۲۳٫۴۰ متر (۴۰۴ فوت ۱۰ اینچ) می‌باشد. این کشتی در سال ۱۹۷۱ ساخته شد.